# Agelena orientalis
Agelena orientalis C. L. Koch, 1837 è una specie di ragno appartenente alla famiglia Agelenidae, caratterizzata questa da membri che tessono le ragnatele a imbuto e per questo noti in lingua inglese come funnel weavers.
A. orientalis è una delle tre sole specie del genere Agelena, assieme a Agelena agelenoides e Agelena labyrinthica, rintracciate sul territorio italiano.

## Descrizione
La specie, caratterizzata da un lieve dimorfismo sessuale, limitato alle dimensioni tra i due sessi, può raggiungere una lunghezza totale di 11-13,6 mm nei maschi e 10,2-17,7 mm nelle femmine. La colorazione del corpo è giallastra, secondo altre fonti giallo-beige, con un disegno caratteristico sul lato superiore dell'opistosoma, uno chevron giallo chiaro con punte scure e macchie scure sulla parte anteriore, colorazione che si ritrova su zampe, con articolazioni scure, su zampe e pedipalpi.

## Distribuzione e habitat
Esemplari sono stati rinvenuti in Italia, Asia centrale, Medio Oriente e Iran.